# Гейер, Тихон Александрович
Тихон Александрович Гейер (1876—1955) — советский учёный-психиатр и педагог, организатор изучения и разработки методов врачебно-трудовой экспертизы в области психиатрии, доктор медицинских наук (1907). Заслуженный деятель науки РСФСР (1946). Герой Труда (1936).

## Биография
Родился 29 июня 1876 года в Эривани (с 1936 года Ереван, столица Армянской ССР).
С 1894 по 1899 год обучался на медицинском факультете Московского государственного университета, который окончил с отличием. С 1899 по 1907 год на клинической работе в Московской психиатрической клинике в должностях интерна и ординатора, ученик профессоров С. С. Корсакова и В. П. Сербского.
С 1908 по 1917 год на клинической работе в Московских, Костромских и Харьковских психиатрических земских больницах. С 1918 по 1929 год на научно-исследовательской работе в Преображенской психиатрической клинике в должности старшего ассистента и помощника руководителя клиники П. Б. Ганнушкина. Одновременно с 1922 года на научной и педагогической работе в Центральном бюро врачебной трудовой экспертизы и в Институте психиатрии в должностях заведующего клиническими отделениями. С 1932 по 1955 год на научно-исследовательской работе в Центральном институте экспертизы трудоспособности и организации труда инвалидов Народного комиссариата социального обеспечения РСФСР в должности заведующего психиатрическим отделением.

### Научно-исследовательская деятельность
Основная научно-педагогическая деятельность Т. А. Гейера была связана с вопросами в области вопросам пограничных состояний, паранойи, инволюционной истерии, социальной и внебольничной психиатрии, врачебно-трудовой
психиатрической экспертизы и адаптация психически больных к повседневной жизни и труде. Т. А. Гейер являлся соавтором описания одного из вариантов болезни Альцгеймера при церебральном атеросклерозе названным Синдромом Гаккебуша-Гейера-Геймановича
В 1907 году он защитил диссертацию на учёную степень доктор медицинских наук по теме: «О форме и развитии протоплазматических отростков нервных клеток». В 1936 году ему было присвоено почётное звание Герой Труда, а в 1946 году — Заслуженный деятель науки РСФСР. Под руководством Т. А. Гейера было написано более шестидесяти научных трудов, в том числе монографий.
Скончался 1 июля 1955 года в Москве, похоронен на Армянском кладбище.

## Награды
- Герой Труда (1936)
- Заслуженный деятель науки РСФСР (1946)